# Coracina coerulescens
El oruguero negruzco (Coracina coerulescens) es una especie de ave paseriforme de la familia Campephagidae endémica de Filipinas.

## Descripción
El oruguero negruzco mide entre 25 y 26 cm de largo. El plumaje de los machos es totalmente negro con brillos morados, excepto en el obispillo que es de color gris oscuro; en cambio las hembras son de tonos grises oscuros con el obispillo más claro. Sus patas y pico son negruzcos y sus ojos tienen el iris pardo oscuro.

## Distribución y hábitat
Es propio de las selvas del norte del archipiélago filipino (Luzón, Catanduanes y Marinduque) y Cebú en las Bisayas Centrales.

## Taxonomía
Se reconocen tres subespecies:
- Coracina coerulescens coerulescens - presente en Luzón y Catanduanes;
- Coracina coerulescens deschauenseei - de Marinduque (posiblemente extinta);[4]
- Coracina coerulescens altera - de Cebú (posiblemente extinta).[4]